# كريس لوزانو
كريس لوزانو (بالإنجليزية: Chris Lozano) (14 سبتمبر 1982 بكليفلاند في الولايات المتحدة - ) هو لاعب تايكوندو وفنان قتال مختلط وملاكم أمريكي.

## روابط خارجية
- كريس لوزانو على موقع IMDb (الإنجليزية)
- كريس لوزانو على موقع بيلاتور (الإنجليزية)
- كريس لوزانو على موقع شيردوغ (الإنجليزية)